# Övre Torsta
Övre Torsta är en bebyggelse i Kumla kommun. Vid avgränsningen 2020, men ej 2023, klassades denna bebyggelse som en  småort.